# Llista d'emperadors inques
La llista de governants de l'Imperi Inca és anomenada capaccuna (en quítxua: "els poderosos entre els éssers"). S'ha especulat algunes vegades que van existir més governants dels que aquesta accepta i que diversos van ser esborrats de la història oficial de l'Imperi per diferents motius, però aquestes tesis no estan prou contrastades. Cal remarcar també que aquestes llistes de monarques foren recollides pels primers cronistes espanyols, i diversos estudiosos suggereixen que aquests cronistes poden haver creat una cronologia reial a imatge de les familiars cronologies europees que coneixien bé i potser no corresponen a una cronologia successòria real.
En total, els Inques "oficials", és a dir, els que van ser proclamats pel summe sacerdot o huillaq uma i aquest els va cenyir la diadema o mascaipacha van ser 12, agrupats en dues dinasties: Urin Cusco (Cusco inferior, els 5 primers, tots sense constància històrica) i Hanan Cusco (Cusco superior, tota la resta). A la llista següent, però, també s'hi indiquen els inques que no van arribar a cenyir la diadema (com Atahualpa), els inques "titelles" imposats pels espanyols i els inques refugiats a Vilcabamba.
| Nom                 | Regnat    | Comentaris                                                                         |
| ------------------- | --------- | ---------------------------------------------------------------------------------- |
| Manco Cápac         | –         | Iniciador mític de la dinastia                                                     |
| Sinchi Roca         | –         |                                                                                    |
| Lloque Yupanqui     | –         |                                                                                    |
| Mayta Cápac         | –         |                                                                                    |
| Cápac Yupanqui      | –         |                                                                                    |
| Inca Roca           | –         |                                                                                    |
| Yahuar Huaca        | –         |                                                                                    |
| Huiracocha          | –         |                                                                                    |
| Pachacútec          | 1438–1471 | Primer inca registrat històricament                                                |
| Túpac Yupanqui      | 1471–1493 |                                                                                    |
| Huayna Cápac        | 1493–1527 |                                                                                    |
| Huàscar i Atahualpa | 1527–1532 | Divisió de l'imperi: Huàscar: Major part de l'imperi. Atahualpa: Zona de l'Equador |
| Atahualpa           | 1532–1533 | Assassinat per Francisco Pizarro a Cajamarca No arribà a ser coronat a Cusco       |
| Toparpa             | 1533–1533 | Nomenat pels espanyols No arribà a ser coronat a Cusco                             |
| Manco Inca          | 1533–1544 | Nomenat pels espanyols Es revoltà i refugià a Vilcabamba                           |
| Sayri Túpac         | 1544–     |                                                                                    |
| Titu Cusi Yupanqui  | –1568     |                                                                                    |
| Túpac Amaru I       | 1568–1572 | Executat pels espanyols a Cusco                                                    |